# 扬·埃纳凯
扬·埃纳凯（羅馬尼亞語：Ion Enache，1947年2月21日—），罗马尼亚男子橄榄球、摔跤运动员。他曾代表罗马尼亚参加世界摔跤锦标赛，获得一枚银牌和一枚铜牌。他也曾参加1968年和1976年夏季奥林匹克运动会。